# بيل دوبنز
بيل دوبنز (بالإنجليزية: Bill Dobbins)‏ هو مصور وكاتب سيناريو أمريكي، ولد في 1943.

## وصلات خارجية
- بيل دوبنز على موقع IMDb (الإنجليزية)